# Polônia nos Jogos Olímpicos de Verão de 2016
A Polônia, representados pelo Comitê Olímpico Polonês, compete nos Jogos Olímpicos de Verão de 2016 no Rio de Janeiro entre os dias 5 e 21 de agosto de 2016. Esta será a vigésima primeira vez que a Polônia participa dos Jogos Olímpicos da Era Moderna.

## Medalhistas
| Medalha | Nome        | Esporte  | Evento                        | Data        |
| ------- | ----------- | -------- | ----------------------------- | ----------- |
| Bronze  | Rafał Majka | Ciclismo | Ciclismo de estrada masculino | 6 de agosto |

## Ciclismo

### Estrada
Masculino
| Atleta             | Evento         | Tempo   | Pos.              |
| ------------------ | -------------- | ------- | ----------------- |
| Maciej Bodnar      | Corrida        | DNF     | DNF               |
| Maciej Bodnar      | Corrida        |         |                   |
| Michał Gołaś       | Corrida        | 6:30:05 | 56                |
| Michał Kwiatkowski | Corrida        | 6:30:05 | 62                |
| Michał Kwiatkowski | Contra o tempo |         |                   |
| Rafał Majka        | Corrida        | 6:10:10 | Medalha de bronze |

## Natação
| Atleta                                                          | Prova           | Eliminatórias | Eliminatórias | Semifinal   | Semifinal   | Final       | Final       |
| Atleta                                                          | Prova           | Tempo         | Pos.          | Tempo       | Pos.        | Tempo       | Pos.        |
| --------------------------------------------------------------- | --------------- | ------------- | ------------- | ----------- | ----------- | ----------- | ----------- |
| Katarzyna Wilk Alicja Tchórz Aleksandra Urbanczyk Anna Dowgiert | 4 x 100 m livre | 3:41,43       | 15º           | —           | —           | Não avançou | Não avançou |
| Alicja Tchórz                                                   | 100 m costas    | 1:01,31       | 21º           | Não avançou | Não avançou | Não avançou | Não avançou |

| Atleta           | Prova       | Eliminatórias | Eliminatórias | Semifinal   | Semifinal   | Final       | Final       |
| Atleta           | Prova       | Tempo         | Pos.          | Tempo       | Pos.        | Tempo       | Pos.        |
| ---------------- | ----------- | ------------- | ------------- | ----------- | ----------- | ----------- | ----------- |
| Wojciecj Wojdak  | 400 m livre | 3:48,87       | 23º           | —           | —           | Não avançou | Não avançou |
| Filip Zabrowski  | 400 m livre | 3:49,84       | 28º           | —           | —           | Não avançou | Não avançou |
| Marcin Stolarski | 100m peito  | 1:01,06       | 29º           | Não avançou | Não avançou | Não avançou | Não avançou |

Legenda
| Recorde mundial      | Recorde mundial (World record)               |                       | Recorde africano                      | Recorde africano (African) |                                           | Q | Classificado por posição (Qualified) |
| Recorde olímpico     | Recorde olímpico (Olympic record)            | Recorde da América    | Recorde da América (Americas)         | q                          | Classificado por melhor tempo (Qualified) |   |                                      |
| Melhor marca do ano  | Melhor marca do ano (World leading)          | Recorde asiático      | Recorde asiático (Asian)              | DNS                        | Não largou (Did not start)                |   |                                      |
| Recorde nacional     | Recorde nacional (National record)           | Recorde europeu       | Recorde europeu (European)            | DNF                        | Não terminou (Did not finish)             |   |                                      |
| Recorde pessoal      | Recorde pessoal do atleta (Personal best)    | Recorde da Oceania    | Recorde da Oceania (Oceania)          | DSQ / DQ                   | Desclassificado (Disqualified)            |   |                                      |
| Recorde da temporada | Recorde da temporada do atleta (Season best) | Recorde sul-americano | Recorde sul-americano (South America) | NM                         | Sem marca (No mark)                       |   |                                      |